# Diocesi di London
La diocesi di London (in latino: Dioecesis Londonensis) è una sede della Chiesa cattolica in Canada suffraganea dell'arcidiocesi di Toronto. Nel 2021 contava 884.200 battezzati su 2.310.900 abitanti. È retta dal vescovo Ronald Peter Fabbro, C.S.B.

## Territorio
La diocesi comprende le seguenti contee nell'estrema parte sud-occidentale della provincia canadese dell'Ontario: Middlesex, Elgin, Norfolk, Oxford, Perth, Huron, Lambton, Chatham-Kent ed Essex.
Sede vescovile è la città di London, dove si trova la cattedrale di San Pietro.
Il territorio si estende su 21.349 km² ed è suddiviso in 104 parrocchie.

## Storia
La diocesi di London fu eretta il 21 febbraio 1855 con il breve De salute dominici di papa Pio IX, ricavandone il territorio dalla diocesi di Toronto.
Il 2 febbraio 1859 assunse il nome di diocesi di Sandwich, corrispondente all'odierna Windsor, che mantenne fino al 15 novembre 1869 quando è tornata al nome attuale.
Originariamente suffraganea dell'arcidiocesi di Québec, il 18 marzo 1870 entrò a far parte della provincia ecclesiastica dell'arcidiocesi di Toronto.

## Cronotassi dei vescovi
Si omettono i periodi di sede vacante non superiori ai 2 anni o non storicamente accertati.
- Pierre-Adophe Pinsoneault † (29 febbraio 1856 - 4 ottobre 1866 dimesso[1])
- John Walsh † (4 giugno 1867 - 25 luglio 1889 nominato arcivescovo di Toronto)
- Dennis T. O'Connor, C.S.B. † (18 luglio 1890 - 7 gennaio 1899 nominato arcivescovo di Toronto)
- Fergus Patrick McEvay † (27 maggio 1899 - 13 aprile 1908 nominato arcivescovo di Toronto)
- Michael Francis Fallon, O.M.I. † (14 dicembre 1909 - 22 febbraio 1931 deceduto)
- John Thomas Kidd † (3 luglio 1931 - 2 giugno 1950 deceduto)
- John Christopher Cody † (2 giugno 1950 - 5 dicembre 1963 deceduto)
- Gerald Emmett Carter † (17 febbraio 1964 - 29 aprile 1978 nominato arcivescovo di Toronto)
- John Michael Sherlock † (7 luglio 1978 - 27 aprile 2002 ritirato)
- Ronald Peter Fabbro, C.S.B., dal 27 aprile 2002

## Statistiche
La diocesi nel 2021 su una popolazione di 2.310.900 persone contava 884.200 battezzati, corrispondenti al 38,3% del totale.
| anno | popolazione | popolazione | popolazione | presbiteri | presbiteri | presbiteri | presbiteri                | diaconi | religiosi | religiosi | parrocchie |
| anno | battezzati  | totale      | %           | numero     | secolari   | regolari   | battezzati per presbitero | diaconi | uomini    | donne     | parrocchie |
| ---- | ----------- | ----------- | ----------- | ---------- | ---------- | ---------- | ------------------------- | ------- | --------- | --------- | ---------- |
| 1950 | 131.755     | 711.329     | 18,5        | 259        | 187        | 72         | 508                       |         | 122       | 1.096     | 105        |
| 1966 | 207.164     | 966.291     | 21,4        | 414        | 272        | 142        | 500                       |         | 167       | 136       | 172        |
| 1970 | 265.861     | 1.038.345   | 25,6        | 378        | 260        | 118        | 703                       |         | 193       | 1.016     | 144        |
| 1976 | 298.380     | 1.120.700   | 26,6        | 374        | 240        | 134        | 797                       |         | 188       | 856       | 144        |
| 1980 | 318.957     | 1.207.000   | 26,4        | 355        | 238        | 117        | 898                       |         | 144       | 777       | 144        |
| 1990 | 369.893     | 1.237.000   | 29,9        | 338        | 240        | 98         | 1.094                     |         | 122       | 555       | 147        |
| 1999 | 444.727     | 1.389.772   | 32,0        | 288        | 211        | 77         | 1.544                     | 2       | 83        | 473       | 147        |
| 2000 | 449.174     | 1.403.669   | 32,0        | 281        | 204        | 77         | 1.598                     |         | 82        | 473       | 148        |
| 2001 | 455.013     | 1.421.916   | 32,0        | 281        | 209        | 72         | 1.619                     |         | 77        | 444       | 148        |
| 2004 | 622.138     | 1.944.182   | 32,0        | 284        | 214        | 70         | 2.190                     | 4       | 75        | 444       | 146        |
| 2013 | 802.000     | 2.096.000   | 38,3        | 209        | 152        | 57         | 3.837                     | 49      | 63        | 473       | 107        |
| 2016 | 829.004     | 2.166.530   | 38,3        | 202        | 149        | 53         | 4.103                     | 65      | 54        | 473       | 104        |
| 2019 | 859.730     | 2.246.845   | 38,3        | 182        | 129        | 53         | 4.723                     | 72      | 56        | 473       | 104        |
| 2021 | 884.200     | 2.310.900   | 38,3        | 184        | 132        | 52         | 4.805                     | 67      | 56        | 465       | 104        |